# Fabio Colangelo
Fabio Colangelo (* 25. August 1981) ist ein ehemaliger italienischer Tennisspieler.

## Karriere
Colangelo spielte nur wenige Matches auf der ITF Junior Tour.
Bei den Profis spielte Colangelo ab 1999 regelmäßig Turniere. Im Einzel gelangen ihm wenig Erfolge, keinen Titel gewann er. Auf der drittklassigen ITF Future Tour kam er erst 2004 zu seinem ersten Halbfinale. Zwischen 2005 und 2007 zog Colangelo in sechs Future-Endspiele ein, gewann aber keines davon. Auf der höherdotierten ATP Challenger Tour gewann er bei neun Turnierteilnahmen nur 2003 in Buxoro die zweite Runde. Platz 415 in der Tennisweltrangliste aus dem Jahr 2006 bedeutete damit sein Karrierehoch.
Im Doppel kam er hingegen zu zahlreichen Titeln auf der Future Tour. Bis 2003 triumphierte er bei vier Turnieren. Darüber hinaus zog er in Kairo 2002 das erste Mal in ein Challenger-Halbfinale ein. 2003 kam er dreimal unter die besten Vier, womit er das Jahr erstmals in den Top 300 der Doppel-Rangliste abschloss. 2004 kamen sechs, 2005 drei weitere Future-Titel hinzu, während er in dieser Zeit bei Challengers nicht erfolgreich war. Das änderte sich 2006, als er neben zehn Futures in Reggio nell’Emilia auch den ersten Titel auf der Challenger-Ebene gewann. Damit stieg er auf ein neues Rekordhoch von Platz 211 Ende des Jahres.
Das Jahr 2007 wurde zum besten seiner Karriere. Er siegte bei drei Challengers (Düsseldorf, Recanati und Mailand) und bei drei Futures, wodurch er das einzige Mal in seiner Karriere das Jahr in den Top 200 abschloss. 2008 folgten Endspiele bei den Challengers in San Marino und Chiasso, die ihn bis auf Platz 154 führten, sein Karrierehoch. Bis zu seinem Karriereende 2011 kam er über das Viertelfinale nicht mehr hinaus. Durch vier weitere Futures stellte er seine Titelanzahl auf 32. Die einzigen Auftritte auf der ATP Tour erfolgten 2005 in Umag sowie 2008 in Båstad und Amersfoort und endeten alle in der ersten Runde.
Nach seiner aktiven Karriere arbeitete Colangelo als Tennistrainer in Turin. Zudem ist er als Kommentator für Sky Sport Italien tätig. Seit 2024 ist er der Trainer von Lorenzo Sonego.

## Erfolge
| Legende (Anzahl der Siege) |
| Grand Slam                 |
| ATP Finals                 |
| ATP Tour Masters 1000      |
| ATP Tour 500               |
| ATP Tour 250               |
| ATP Challenger Tour (4)    |

### Doppel

#### Turniersiege
| Nr. | Datum             | Turnier            | Belag     | Partner               | Finalgegner                         | Ergebnis           |
| --- | ----------------- | ------------------ | --------- | --------------------- | ----------------------------------- | ------------------ |
| 1.  | 2. Juli 2006      | Reggio nell’Emilia | Sand      | Giancarlo Petrazzuolo | Giorgio Galimberti Alessandro Motti | 6:3, 6:4           |
| 2.  | 24. Juni 2007     | Mailand            | Sand      | Martín Vilarrubí      | Alessandro Da Col Manuel Jorquera   | 6:72, 7:68, [10:8] |
| 3.  | 29. Juli 2007     | Recanati           | Hartplatz | Serhij Stachowskyj    | Yu Xinyuan Zeng Shaoxuan            | 1:6, 7:63, [10:7]  |
| 4.  | 9. September 2007 | Düsseldorf         | Sand      | Philipp Marx          | Filip Polášek Igor Zelenay          | 3:6, 6:3, [10:7]   |